# Josef Jonsson
Josef Jonsson född 21 juni 1887 i Enköping död 9 maj 1969 i Norrköping, svensk tonsättare och musikkritiker.
Jonsson tonsatte 1934 Biskop Tomas Simonssons sång Frihet är det bästa ting från 1439
Mellan 1922 och 1966 var Josef Jonsson anställd som musikkritiker på Östergötlands Folkblad.
Josef Jonssons verk är oftast komponerade med en klassisk ram i senromantisk stil. Han skrev tre symfonier (Nordland, 1919-1922; 1931; 1947); Kammarsymfoni (1949); ett flertal orkesterouvertyrer och -sviter; en violinkonsert (1960); Festival Prelude for Orchestra (1961); Korallrevet, symfonisk dikt för baryton, kör och orkester (1916); Missa solemnis för kör, orkester och orgel(1934); Cantata för talkör, kvinnokör, solister, två flöjter och piano (1962); kammarmusik, pianostycken och flera sånger.